# Brez naslova
Brez naslova je debitantski studijski album slovenske jazz fusion skupine Predmestje, ki je izšel aprila 1977 pri beograjski založbi PGP RTB.

## Ozadje
Skupina Predmestje je nastala leta 1975. Sčasoma je postajala vse bolj popularna in je bila povabljena v oddajo na TV Ljubljana, kjer jih je opazil tonski mojster in lastnik Studia Akademik, Miro Bevc in jih povabil na snemanje v njegov studio, kar se je zgodilo septembra 1976: »Ko smo mi ta koncert odigrali, je on priletel do nas in rekel: 'Fantje, to je fenomenalno. Jaz vam bom dal studio in bom našel založnika'. No in takrat je prepričal Borisa Kovačiča, ki je bil takrat šef PGP RTB v Ljubljani, da smo potem šli in pri njem posneli to ploščo Brez naslova«. Do snemanja so skupino sestavljali klaviaturist Andrej Pompe, kitarist Peter Gruden, bobnar Janez Hvale in basist Gabrijel Lah, pred snemanjem pa se je zasedbi pridružil še saksofonist Aleksander Malahovsky. Album je bil posnet, nasnet in zmiksan le v 22. urah.

## Sprejem
Sead S. Fetahagić je v recenziji za spletni portal Progarchives zapisal: Debitantski album ljubljanske skupine Predmestje je skupaj z debitantskim albumom skupine September, Zadnja avantura reprezentativno delo jazz rocka sredine 70. let v nekdanji Jugoslaviji. /.../ Brez naslova je soliden album predvsem instrumentalnega jazz rocka. Album vsebuje nekaj vokalov kitarista Petra Grudna, ki jih je dobro odpel, njegovo petje pa ni izstopajoče in je del celotnega instrumentalnega koncepta. Album je sicer bližje rocku kot jazzu, na njem pa lahko slišimo zelo samozavestne in brezhibne instrumentacije. Obstajajo deli glasbe, ki ne zajemajo le zgodnjih let skupine Camel, ampak tudi skupino The Doors v njihovih najbolj jazzy improvizacijah, kot tudi zgodnje obdobje skupine Chicago. Težko je izpostaviti katerokoli skladbo; celotni album je prijeten za poslušanje in ko sem ga poslušal do konca, sem si ga predvajal še enkrat.
Marko Vuksanović je 1. maja 2015 v radijski oddaji Glasbeni navigator o skladbi »Sprehod« dejal: »Skladba 'Sprehod' /.../ je, na nek način, tipična za skupine, ki so se takrat imele za bolj progresivne skupine in so hotele v svoj glasbeni izraz vnesti tudi nekoliko več virtuoznosti in pokazat, da znajo dobro igrati svoje instrumente«.

## Seznam skladb
| A stran | A stran        | A stran      | A stran |
| Št.     | Naslov         | Pisec        | Dolžina |
| ------- | -------------- | ------------ | ------- |
| 1.      | „Dež‟          | Andrej Pompe | 3:55    |
| 2.      | „Sprehod‟      | Gabrijel Lah | 4:45    |
| 3.      | „Razmišljanje‟ | Andrej Pompe | 4:40    |
| 4.      | „Oaza‟         | Peter Gruden | 4:45    |

| B stran         | B stran         | B stran         | B stran |
| Št.             | Naslov          | Pisec           | Dolžina |
| --------------- | --------------- | --------------- | ------- |
| 1.              | „Brez besed‟    | Peter Gruden    | 7:20    |
| 2.              | „Svit‟          | Gabrijel Lah    | 5:10    |
| 3.              | „Sled sonca‟    | Andrej Pompe    | 5:10    |
| Skupna dolžina: | Skupna dolžina: | Skupna dolžina: | 35:45   |

## Osebje

### Predmestje
- Andrej Pompe – električni klavir, melotron
- Peter Gruden – kitare, vokal
- Gabrijel Lah – bas kitara
- Janez Hvale – bobni
- Aleksander Malahovsky – saksofon

### Produkcija
- Producent: Dečo Žgur
- Snemalec, tonski mojster: Miro Bevc
- Oblikovanje: Andrej Volčanšek, C. Maršič